# Бухтеев, Сергей Васильевич
Сергей Васильевич Бухтеев (20 декабря 1896  [1 января 1897], Москва — 31 декабря 1947, ГУЛАГ) — советский футболист (нападающий, полузащитник) и футбольный тренер.

## Биография
Футбольную карьеру начал в команде «Новогиреево». Один из первых советских тренеров — теоретиков футбола. Пятикратный чемпион Москвы.
Работал также секретарем Комиссии внешних сношений Высшего совета физической культуры ВЦИК.
Тренерскую карьеру окончил в мае 1941 года после драки футболистов ЦДКА и ленинградского «Динамо» во время матча 3 мая 1941 г.
Автор книги «Основы футбольной техники» — одно из первых в СССР пособий по теории и методике футбола.

На следующий год после приезда басков на старте нового сезона вдруг вспыхнула звезда новичка первенства — московского «Торпедо».
Индивидуально игроки этой команды были менее сильными, чем футболисты ведущих наших клубов, но один за другим ими оказались поверженными «Спартак», киевское «Динамо», «Металлург»… Секрет успеха автозаводцев был прост. Пока другие команды раскачивались, они решительно перестроили свою игру по системе «дубль-ве».
Руководил в ту пору «Торпедо» Сергей Васильевич Бухтеев — образованнейший и культурнейший, скажу вам, человек. Он сам был хорошим футболистом, играл ещё до революции за знаменитый клуб «Новогиреево», а потом — за сборные Москвы и РСФСР. Им написан один из первых у нас специальных учебников «Основы футбольной техники». Бухтеев свободно владел английским языком и внимательно следил за зарубежной спортивной литературой. Сначала теоретически, а затем и практически — на матчах с участием сборной Басконии — он убедился в достоинствах системы «дубль-ве» и начал осваивать её в своей команде.

Снят с работы тренер команды Красной армии, опытный спортсмен, не сумевший, однако, привить своим игрокам должное уважение к правилам игры и физической сохранности «противника»...— Лев Кассиль // Известия. 1941. 11 мая
До 6 марта 1947 года работал заместителем управляющего делами Академии медицинских наук СССР.
1 мая 1947 года по ложному обвинению был арестован органами МГБ СССР.
По постановлению Особого совещания при МГБ СССР от 13 сентября 1947 года за антисоветскую агитацию был заключен в ИТЛ сроком на 8 лет.
Умер в местах лишения свободы 31 декабря 1947 года (сведений о месте отбывания наказания и причине смерти в материалах дела не имеется).
Определением Судебной коллегии по уголовным делам Верховного Суда СССР от 17.11.1956 г., постановление Особого совещания при МГБ СССР от 13.09.1947 г. было отменено, дело производством было прекращено за отсутствием состава преступления.

## Карьера

### В качестве футболиста
- «Новогиреево» (1915—1918)
- СКЗ («Спортивный Клуб Замоскворечье») (1919)
- «Яхт-клуб Райкомвода» (1920—1924)
- МСФК («Московский Совет Физической Культуры») (1925)
- «Пищевики» (1926—1927)
- «Трёхгорка» (1927—1929)

### В качестве тренера
На тренерской работе с 1932 года.
- Главный тренер АМО (1932—1934)
- Главный тренер «Динамо» Горький (1936—1937)
- Главный тренер «Торпедо» Москва (1937—1939)
- Главный тренер ЦДКА (1940—1941)

## Достижения

### В качестве футболиста
- Пятикратный чемпион Москвы
- Чемпион РСФСР 1922